# Julio Granda Zúñiga
Julio Ernesto Granda Zúñiga (nascut a Camaná, Perú, el 25 de febrer de 1967), és un jugador d'escacs peruà, que té el títol de Gran Mestre des de 1986. Ha estat cinc cops Campió del Perú, és considerat el millor jugador peruà de tots els temps, i ha estat durant molts anys el millor jugador llatinoamericà en el rànquing de la FIDE.
Tot i que roman inactiu des del gener de 2020, a la llista d'Elo de la FIDE del març de 2022, hi tenia un Elo de 2630 punts, cosa que en feia el jugador número 2 en el rànquing absolut del Perú, el número 20 d'Amèrica, i el número 157 del rànquing mundial. El seu màxim Elo va ser de 2699 punts, a la llista de juny de 2016 (posició 42 al rànquing mundial).

## Resultats destacats en competició

### Dels inicis de la carrera a 1997
Granda va aprendre a jugar als escacs als 5 anys, a la seva ciutat natal de Camaná, al departament d'Arequipa, i va començar a destacar de ben jove. El 1980, amb 13 anys, va guanyar el Campionat del món Sub-14 a Mazatlán, Mèxic. El 1984 va guanyar el campionat juvenil panamericà, a Lima. El 1986, als 19 anys, va guanyar la XXI edició del Torneig internacional "Capablanca Memorial" a l'Havana, i va obtenir el títol de GM.
Va obtenir molt bons resultats durant la primera meitat dels anys 1990: primers llocs a Barcelona i Sevilla el 1990, al fort Torneig Internacional Najdorf a Buenos Aires 1991 (empatat a punts amb Mikhaïl Tal i Jesús Nogueiras), a Nova York 1992, al Torneig Zonal de Brasilia 1993 (amb 7/9 punts, un punt sencer per sobre del segon), al Torneig Zonal de Sao Paulo 1995, a Pamplona 1995, un primer lloc ex aequo amb Jan Timman al fort "Memorial Donner" a Amsterdam 1995, i novament primer lloc ex aequo amb Vassil Ivantxuk a la 3a edició del mateix torneig el 1996. El 1997 guanyà aquest torneig en solitari. També el 1997, guanyà el Torneig Internacional de Lleó amb 6½/9 punts, un punt sencer per davant de John Nunn. En aquest període, guanyà el Campionat del Perú quatre cops consecutius, entre 1994 i 1997.

### Retirada dels escacs (1998 - 2002)
A mitjan 1998, després d'algunes actuacions desafortunades, va abandonar els escacs, i va intentar passar a l'activitat política, tot intentant ser alcalde de la seva ciutat, una experiència que no va fructificar. Posteriorment, va deixar de banda la política i es va dedicar a l'agricultura.

### Retorn a la competició (2002 - actualitat)
L'any 2002 Granda retornà al tauler després de diversos anys d'haver abandonat els escacs, i va guanyar amb facilitat el seu cinquè Campionat del Perú (2002). El 2003 fou primer a la XXXVIII edició del Memorial Capablanca, a l'Havana. El 2004 guanyà el torneig "Magistral Entel" a Santiago de Xile.
El 2005 ocupà els llocs 2n-7è a Buenos Aires, al Campionat Panamericà, rere Lázaro Bruzón, i empatat amb un grup de forts GMs, entre els quals hi havia entre d'altres Gata Kamsky, Alexander Onischuk, Giovanni Vescovi i Jesús Nogueiras, A finals d'any, va participar en la Copa del món de 2005 a Khanti-Mansisk, un torneig classificatori per al cicle del Campionat del món de 2007, on tingué una mala actuació i fou eliminat en primera ronda per Aleksandr Ivanov.
El 2007 va guanyar el IV Torneig Pan-americà a Santiago de Cali, i posteriorment tingué una sèrie de bons resultats a Espanya: l'abril de 2007, fou segon al I Magistral Ruy López, de categoria XV, celebrat a Zafra, (el campió fou Gabriel Sargissian). Fou també campió del Torneig Obert "Villa de Navalmoral 2007" a Extremadura, empatat amb Gabriel del Río i Hichem Hamdouchi. El 2008 fou subcampió del XIX Open Internacional "Villa de Roquetas", empatant al primer lloc amb l'espanyol Elizbar Ubilava, però quedant segon per desempat. Fou campió del XVII obert de Linares-Baeza superant per coeficient l'equatorià Carlos Matamoros.
El febrer-març de 2008 va guanyar el II Torneig Iberoamericà d'Escacs Linares-Morelia en vèncer a la final el llavors MI veneçolà (actualment GM) Eduardo Iturrizaga. També el 2008 va guanyar la 28a edició de l'Obert Vila de Benasc. El juliol de 2009 va aconseguir el seu major rànquing Elo, amb 2647 punts, que el convertien en el millor jugador iberoamericà del moment. El desembre de 2009, fou campió del "V Torneig Internacional de Valladolid" amb 7,5 punts de 8 possibles. El 2010, fou segon a la Copa IPD, rere Emilio Córdova.
El 2011 empatà als llocs 2n-7è amb Aleksandr Dèltxev, Ivan Šarić, Pablo Almagro Llamas, Maksim Túrov i Mihail Marin al 31è Obert Vila de Benasc (el campió fou Tigran L. Petrossian). L'abril de 2012 va ser subcampió iberoamericà d'escacs, en un torneig celebrat a Quito per la Federació Iberoamericana d'Escacs, per darrere del gallec Iván Salgado.
L'agost de 2013 participà en la Copa del Món de 2013, on tingué una bona actuació, i arribà a la quarta ronda, on fou eliminat per Fabiano Caruana 0-2.
L'agost de 2014 guanyà l'Obert Internacional d'Escacs d'Andorra.
L'abril de 2015, fou campió del 42è Obert d'escacs de La Roda, a Albacete, amb 7½ punts de 9, els mateixos punts que Ángel Arribas però amb millor desempat. El juliol de 2015 fou subcampió de l'Obert de Benasc amb 8 punts de 10, empatant amb els Grans Mestres Jorge Cori, Daniel Naroditsky, Sergey Grigoriants, Ievgueni Romànov i Tal Baron, i a mig punt del campió Baskaran Adhiban. El 2015 tornà a guanyà l'Obert d'Andorra amb 8 punts 9, mig punt per davant d'Andrey Vovk. El novembre de 2015 fou subcampió del 6è Campionat Iberoamericà jugat a Bilbao amb 7 punts de 9 (el campió fou Lázaro Bruzón Batista). El desembre de 2015 fou subcampió del Sunway Sitges amb 6½ punts de 9 (els campió fou Marc Narciso).
El maig de 2016 va fer un gran resultat al V Obert Internacionat de Llucmajor en puntuar 8½ punts de 9 partides i amb una performance de 2851, derrotant a Grans Mestres com el francès Romain Édouard o Karen Movsziszian. L'agost de 2016 fou 2n-5è (segon en el desempat) del 34è Obert d'Andorra amb 7 punts de 9 (el campió fou Jorge Cori Tello).

## Estil de joc
Juliol Granda és conegut pel fet que no estudia teoria d'obertures. Ha afirmat que només ha llegit un llibre d'escacs, el tercer volum del tractat de Roberto Grau, tot i que admet que llegeix revistes d'escacs, i que repassa l'Informator, cosa que unida a la seva excel·lent memòria, i capacitat d'assimilació, li permet adquirir informació essencial. Aquesta relativa manca de coneixements teòrics, paradoxalment, li permet vèncer adversaris amb una abundant informació però que no aconsegueixen fer les jugades correctes davant les variants plantejades per Granda. No obstant això també pot ser la raó per la qual no va poder seguir ascendint en el rànquing mundial malgrat el seu gran talent, ja que l'elit dels escacs mundials sap castigar qualsevol error teòric.